# 党の舌
党の舌（とうのした）とは、中国におけるメディアの役割を示した表現である。別の言い方では党の喉（のど）と舌という言い方や政府の喉と舌という言い方もある。復旦大学副教授の李双龍は「伝統的なメディアは政府の喉と舌である」と語っている。

## 中国の代表的なメディア
- 中国共産党の機関紙
  - 人民日報（200万部）
- 経済紙3紙（合計180万部）
  - 経済日報
  - 中国証券報
  - 第一財経日報

## メディアを規制する通達
2010年3月25日の朝日新聞の報道によると、報道規制の対象は以下の通りである。

〈報道規制の対象〉 
- 人民元切り上げ問題
- 官僚の腐敗
- 高額な医療費
- 食品安全問題・事件
- 新疆ウイグル騒乱
- チベット騒乱
- 貧富の格差
- 戸籍制度改革
- 食用油の価格高騰
- 党幹部の人事予想
- 大学の自治権拡大
- 大学生の就職難
- 四川大地震の学校倒壊問題や復興の遅れ
- 山西省の不良ワクチン注射事件
- 吉林省の製鉄所社長の殴殺事件
- 重慶の警察と暴力団の癒着
- 不動産価格の上昇と住宅難
- 地価高騰をあおる不動産開発業者